# Lukas Mähr
Lukas Mähr (23 de abril de 1900) é um velejador austríaco.

## Carreira
O primeiro sucesso de Mähr como velejador veio em 2017, quando ganhou a medalha de bronze no Campeonato Mundial de Vela em Tessalônica, ao lado de seu parceiro David Bargehr.
Desde 2021, sua parceira de vela é Lara Vadlau na categoria mista 470. Eles terminaram em 8º no campeonato mundial de 2022, 4º em 2023 e 10º em 2024. Juntos, ambos conquistaram a medalha de ouro nos Jogos Olímpicos de Verão de 2024 na mesma classe.